# Ilan Pappe

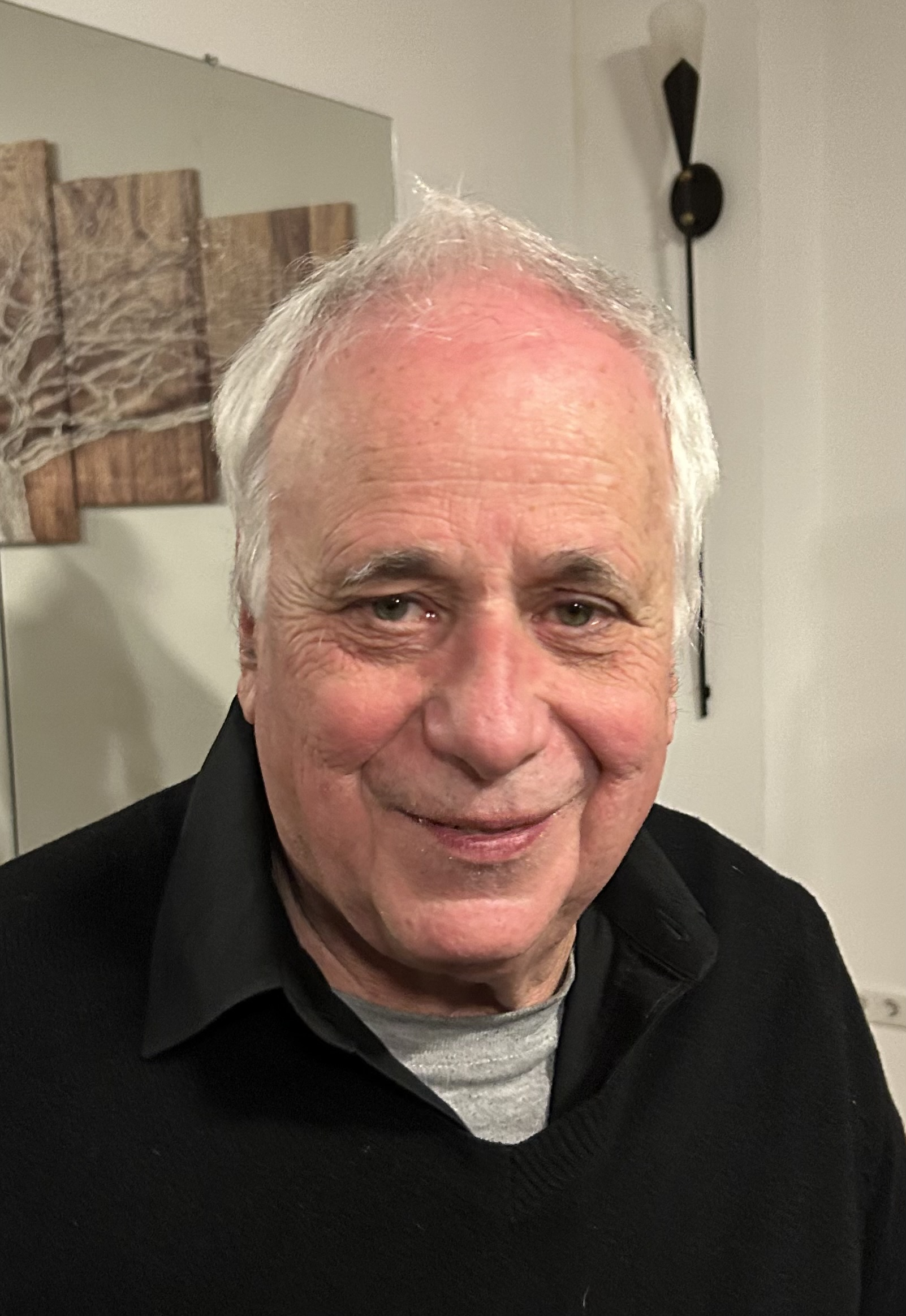
Ilan Pappe (2023)

Ilan Pappe (hebräisch אילן פפה, gelegentlich Ilan Pappé oder Ilan Papeh; geboren 7. November 1954 in Haifa, Israel) ist ein israelisch-britischer Historiker und Autor und Professor an der Universität Exeter.
Pappe wird zu den Neuen israelischen Historikern gezählt. Er gilt als Befürworter einer Einstaatenlösung im israelisch-palästinensischen Konflikt.

## Leben
Pappes Eltern stammten aus Deutschland und flohen in den 1930er Jahren vor dem dortigen NS-Regime. Im Jom-Kippur-Krieg 1973 diente Pappe in der israelischen Armee auf den Golanhöhen. 1978 schloss er sein Studium an der Hebräischen Universität Jerusalem ab. Seine Doktorarbeit beendete er 1984 an der University of Oxford unter Albert Hourani und Roger Owen. Ab 1984 war er Professor für politische Wissenschaften an der Universität Haifa. 1992 gründete er das Akademische Friedensinstitut in Giw'at-Chawiwa, das er bis 2000 leitete. Von 2000 bis 2006 war er Vorsitzender des Emil-Tuma-Instituts für Palästina-Studien in Haifa.
Politisch engagierte sich Pappé in der kommunistisch geprägten Chadasch-Partei, für die er 1999 bei den Wahlen zur 15. Knesset kandidierte. 2005 unterstützte er den akademischen Boykott israelischer Universitäten, den die britische Gewerkschaft der Universitätslehrer aufgrund Israels Besetzung palästinensischer Gebiete ausgerufen hatte. Betroffen war auch die Universität Haifa, wo Pappe damals angestellt war. Deren Präsident legte ihm daraufhin einen Rücktritt von seinem Lehramt nahe; dies lehnte Pappe jedoch unter Berufung auf das Prinzip der Lehrfreiheit ab. Pappé unterstützt auch die Kampagne Boycott, Divestment and Sanctions.
Seit 2007 lehrt Pappé an der Universität Exeter und leitet dort das 2009 am Institut für Arabische und Islamische Forschung eingerichtete European Centre for Palestine Studies (CPS), das europaweit erste Forschungszentrum, das sich Palästina als multidisziplinärem Forschungsschwerpunkt widmet. Pappé verfasste 2007 mit anderen die „One State Declaration“, die eine Einstaatenlösung, die Abschaffung Israels als religiös begründeter jüdischer Staat und die Errichtung eines gemeinsamen israelisch-palästinensischen Staates statt einer Zweistaatenlösung fordert.
Im Mai 2024 wurde Pappé bei der Ankunft am Flughafen von Detroit vom Department of Homeland Security ohne Begründung zwei Stunden lang festgehalten und verhört.

## Rezeption
In seinem Buch Die ethnische Säuberung Palästinas (englisch 2006, deutsch 2007) stellte Pappe, gestützt auf neu zugängliche Armeedokumente, die These auf, die Errichtung eines jüdischen Staates in Palästina habe die „planmäßige Vertreibung“ der einheimischen palästinensischen Bevölkerung mit eingeschlossen und die zionistischen Führer, allen voran David Ben Gurion, hätten dieses Ziel nach dem Teilungsbeschluss der UNO 1947 mit politischen und militärischen Mitteln weiter verfolgt. Der Journalist John Pilger bezeichnete Ilan Pappe als den mutigsten, unbestechlichsten und am schärfsten urteilenden Historiker Israels. Kritiker – darunter der gleichfalls den Neuen israelischen Historikern zugerechnete Benny Morris – werfen Pappes Werk Einseitigkeit und methodische Mängel vor, weil er teilweise einen schwarz-weißen Erzählstil pflege und die Quellenangaben unvollständig seien, anders als in seinen früheren Werken. Kleinere und größere Verzerrungen, so Morris, fänden sich auf nahezu jeder Seite.
Pappes Buch A History of Modern Palestine: One Land, Two Peoples, das sich ebenfalls mit der Zeit vor Israels Staatsgründung beschäftigt, wurde von Ephraim Karsh mit ähnlich scharfen Worten kritisiert. Er warf ihm „zahllose Fehler und Ungenauigkeiten“ vor; darunter auch, dass Pappe Deir Yasin nach Haifa verortet habe, obwohl es in der Nähe von Jerusalem liegt.
Der kanadische Historiker James A. Reilly kommt zu einer positiveren Einschätzung: Pappe argumentiere absichtlich außerhalb der gängigen interpretativen Rahmungen des Nahostkonflikts, die alle dem modernen Nations-Paradigma anhängen. Zwar gehe das Buch allzu sparsam mit Fußnoten um und setze eine Kenntnis der gängigen Narrative voraus, statt sie zu referieren. Wer aber mit ihnen vertraut sei, bekomme von Pappe, ganz unabhängig von den jeweiligen politischen Sympathien, viel Bedenkenswertes geboten.

## Publikationen
- Britain and the Arab-Israeli Conflict, 1948–1951. 1988
- The Making of the Arab-Israeli Conflict, 1947–1951. 1992
- Middle Eastern Politics and Ideas: A History from Within, 1998
- The Israel/Palestine Question. Rewriting Histories. 1999
- Die israelische Haltung im Friedensprozess. In: Aus Politik und Zeitgeschichte, 49/2000
- A History of Modern Palestine. One Land, Two Peoples. 2003
- The Modern Middle East. 2005
- The Ethnic Cleansing of Palestine. Oneworld Publications, Oxford 2006, ISBN 978-1-85168-467-0
  - deutsch: Die ethnische Säuberung Palästinas. Aus dem Englischen von Ulrike Bischoff. Zweitausendeins, Frankfurt am Main 2007, ISBN 978-3-86150-791-8
  - deutsch: Die ethnische Säuberung Palästinas. Haffmans & Tolkemitt, Berlin 2014, ISBN 978-3-942989-86-2 (Neuauflage der Ausgabe des Verlages Zweitausendeins)
  - deutsch: Die ethnische Säuberung Palästinas. Westend-Verlag, Frankfurt am Main 2019, ISBN 978-3-864892-58-5 (Überarbeitete Neuauflage mit einem Grußwort des Autors)
- Out of the Frame: The Struggle for Academic Freedom in Israel. Pluto Press, 2010
  - Wissenschaft als Herrschaftsdienst. Der Kampf um die akademische Freiheit in Israel. Laika-Verlag, 2011, ISBN 978-3-942281-96-6
- Across the Wall: Narratives of Israeli-Palestinian History. 2010
  - Zu beiden Seiten der Mauer: auf der Suche nach einem gemeinsamen Bild der israelisch-palästinensischen Geschichte. Laika-Verlag, 2013, ISBN 978-3-942281-38-6 (mit Jamil Hilal)
- Gaza in Crisis: Reflections on the US-Israeli War Against the Palestinians (mit Noam Chomsky). 2010, ISBN 978-0241145067
- The Forgotten Palestinians: A History of the Palestinians in Israel. 2011, ISBN 978-0-300-18432-7
- The Idea of Israel: A History of Power and Knowledge. 2014, ISBN 978-1-78478-201-6
  - deutsch: Die Idee Israel: Mythen des Zionismus. 2015, Laika-Verlag, ISBN 978-3-944233-40-6
- Israel and South Africa. The Many Faces of Apartheid. 2015, ISBN 978-1-78360-589-7
- On Palestine (mit Noam Chomsky). 2015, ISBN 978-0-241-97352-3
  - deutsch: Brennpunkt Palästina. 2015, ISBN 978-3-89771-055-9
- The Biggest Prison on Earth. 2017, ISBN 978-1-85168-587-5
- Ten Myths about Israel. 2017, ISBN 978-1786630193
  - deutsch: Was ist los mit Israel? Die zehn Hauptmythen des Zionismus. BoD – Books on Demand, Norderstedt 2016/2023, ISBN 978-3-7578-8321-8
- Our Vision For Liberation: Engaged Palestinian Leaders & Intellectuals Speak Out (mit Ramzy Baroud). 2022, ISBN 978-1949762440
- The Middle East and South Asia 2022–2023. 2022, ISBN 9781538165805
- Historical Dictionary of Palestine (mit Ǧūnī Manṣūr). 2022, ISBN 978-1-5381-1985-3
- Lobbying for Zionism on Both Sides of the Atlantic. 2024, ISBN 978-0-86154-402-8
- A Very Short History of the Israel-Palestine Conflict. 2024, ISBN 978-0-86154-971-9